# Kacper Majchrzak
Kacper Majchrzak (né le 22 septembre 1992 à Poznań) est un nageur polonais, spécialiste de la nage libre.

## Palmarès

### Jeux olympiques
- Jeux olympiques de 2012 à Londres ( Royaume-Uni) :
  - 33e sur 50 m nage libre
  - 16e sur 4 × 100 m 4 nages

### Championnats d'Europe
- Championnats d'Europe de natation 2018 à Glasgow :
  -  Médaille de bronze sur 4 × 100 m nage libre

### Jeux mondiaux
- Jeux mondiaux de 2025 à Chengdu (sauvetage sportif) : 
  -  Médaille d'or en 100 m combiné
  -  Médaille d'argent en 50 m mannequin
  -  Médaille d'argent en relais 4 × 25 m mannequin